# M7自走砲
M7自走砲（105mm Howitzer Motor Carriage M7) は、第二次世界大戦時にアメリカ合衆国で開発された自走砲。愛称はプリースト（Priest）。

## 開発

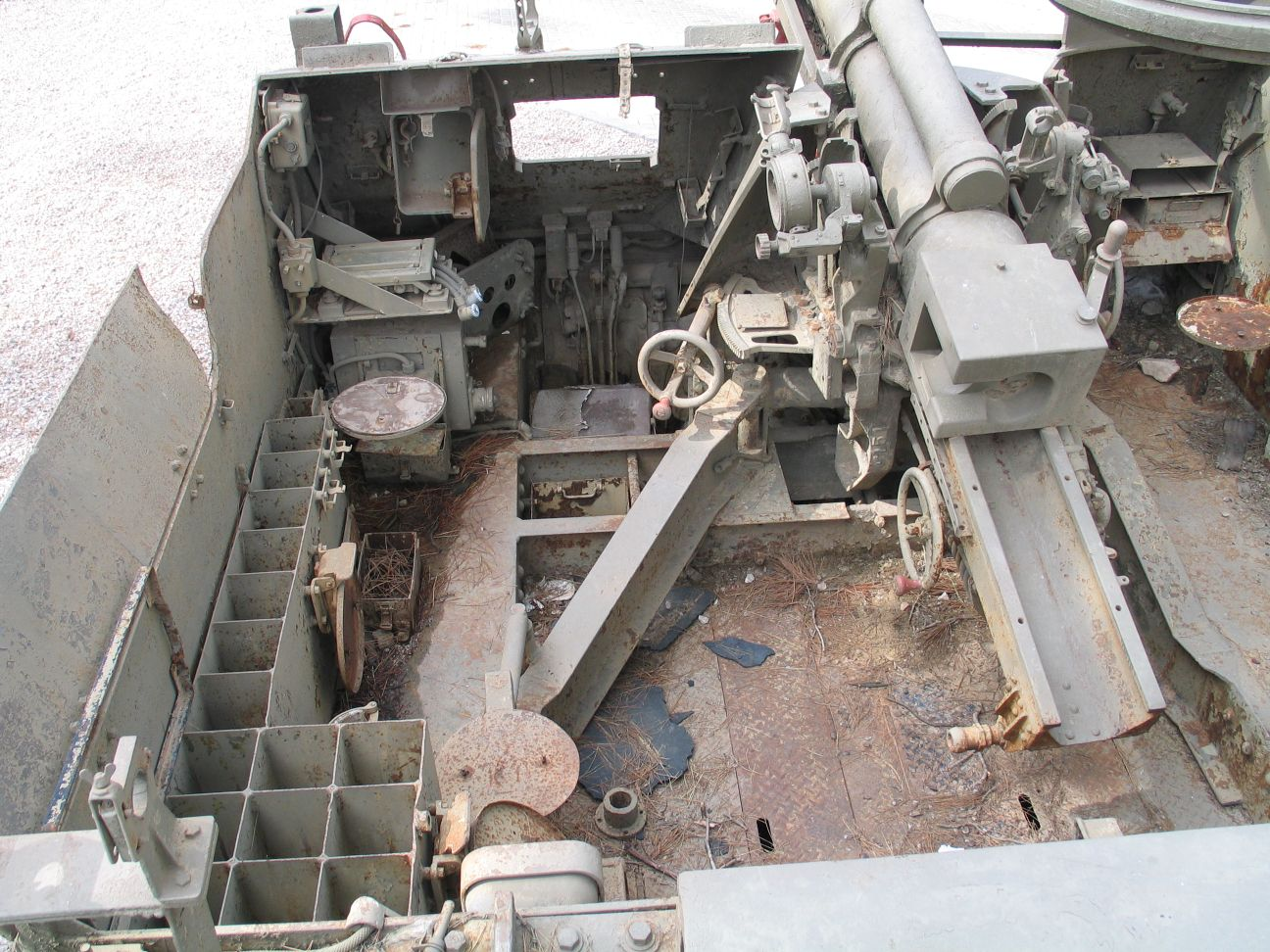
M7の戦闘室内部左側 中央奥が操縦席

砲兵の自走化を目指すアメリカ陸軍兵器局は、手始めにM3ハーフトラックに75mm野砲を搭載したM3A1自走75mm砲を製造した。その後、運用結果などから半装軌式のハーフトラックよりも完全装軌式の車両に搭載した方が良いとの結論に至り、兵器局はM3中戦車の車体に105mm榴弾砲を搭載したT32自走砲の開発を開始した。試作車は1942年始めに完成し、アバディーン性能試験場で試験を受けた。試験の結果、エンジン配置の関係による砲の仰角不足と対空兵器の不備が指摘され、これを受けて車体右前方に12.7mm重機関銃M2が装備された。

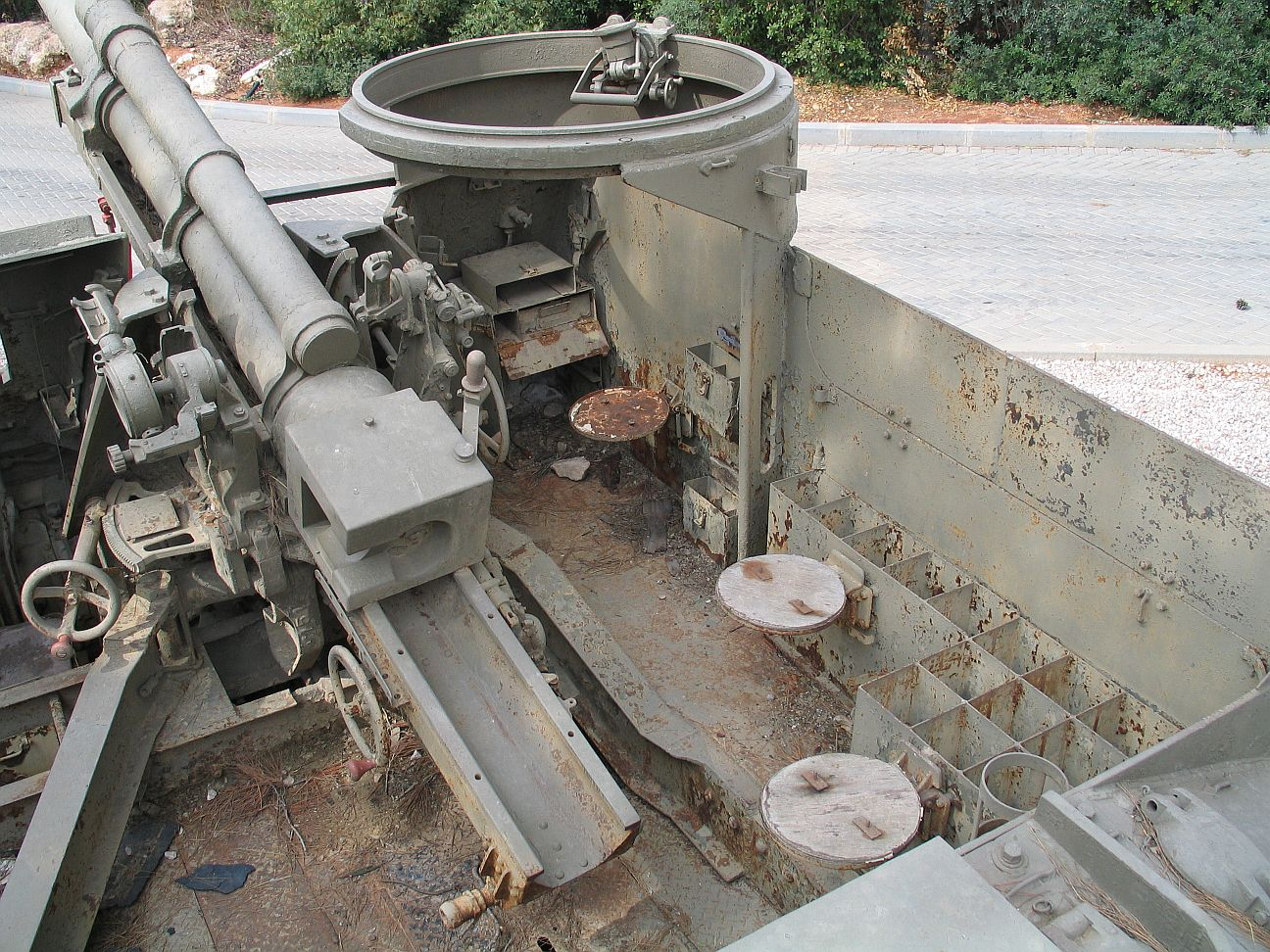
M7の戦闘室内部右側 愛称の元となった銃座内部が見える

T32は、同年4月にM7自走砲として制式採用され、1942年だけで2,028両が生産された。また、1944年3月からは使用する車体がM3中戦車からM4A3中戦車に変更され、M7B1と呼ばれた。その後、105mm榴弾砲の装備位置を一段高くし、最大仰角をそれまでの35度から65度に引き上げたM7B2が生産された。

## 実戦
当初はアメリカ軍向けのみが生産されたが、1942年9月に90両がイギリス第8軍にレンドリース供与された。また、プリースト（聖職者）という愛称も、機関銃座が教会の説教台に似ていることから、イギリス軍がつけたものである。初の実戦参加は1942年10月の第二次エル・アラメイン会戦で、この戦いにおける本車の性能を見たイギリス軍は、M7のさらなる供与を要求し、終戦までに数百両が供与された。
対照的に米軍での本格的な実戦投入は遅れ、集団的に作戦に投入されたのは1944年6月のノルマンディー上陸作戦以降で、陸軍機甲師団麾下の自走野砲大隊に配置され活躍した。M7は、元々が中戦車だったこともあり、高い機動性と広い車内スペースを有しており、兵士たちから歓迎された。また、多くの部品がM3およびM4中戦車と同じであり、使用する弾薬は野砲と同じであったために整備・補給が容易な点も評価された。大戦終結後もM7は米軍の制式装備にとどまり、朝鮮戦争にも参加している。その後、米軍で余剰となった車両の一部は、M4中戦車および、その改良型を大量運用していたイスラエル軍に供与され、中東戦争でも活躍した。

## バリエーション
M7
M3中戦車の車体に105mm榴弾砲M2を装備したタイプ。後方に配置されたエンジンからのシャフトと砲尾が干渉するため、最大仰角は35度に制限されている。また、初期生産車は砲弾を収納するケースが車体からはみ出しており、誘爆の危険があった。対応策として、生産途中より起倒式の装甲板を装備。3,314両生産。
M7B1
使用する車体をM3中戦車のものからM4A3中戦車のものに変更したタイプ。M7で存在した、弾薬ケースの誘爆の危険も改善されている。826両生産。

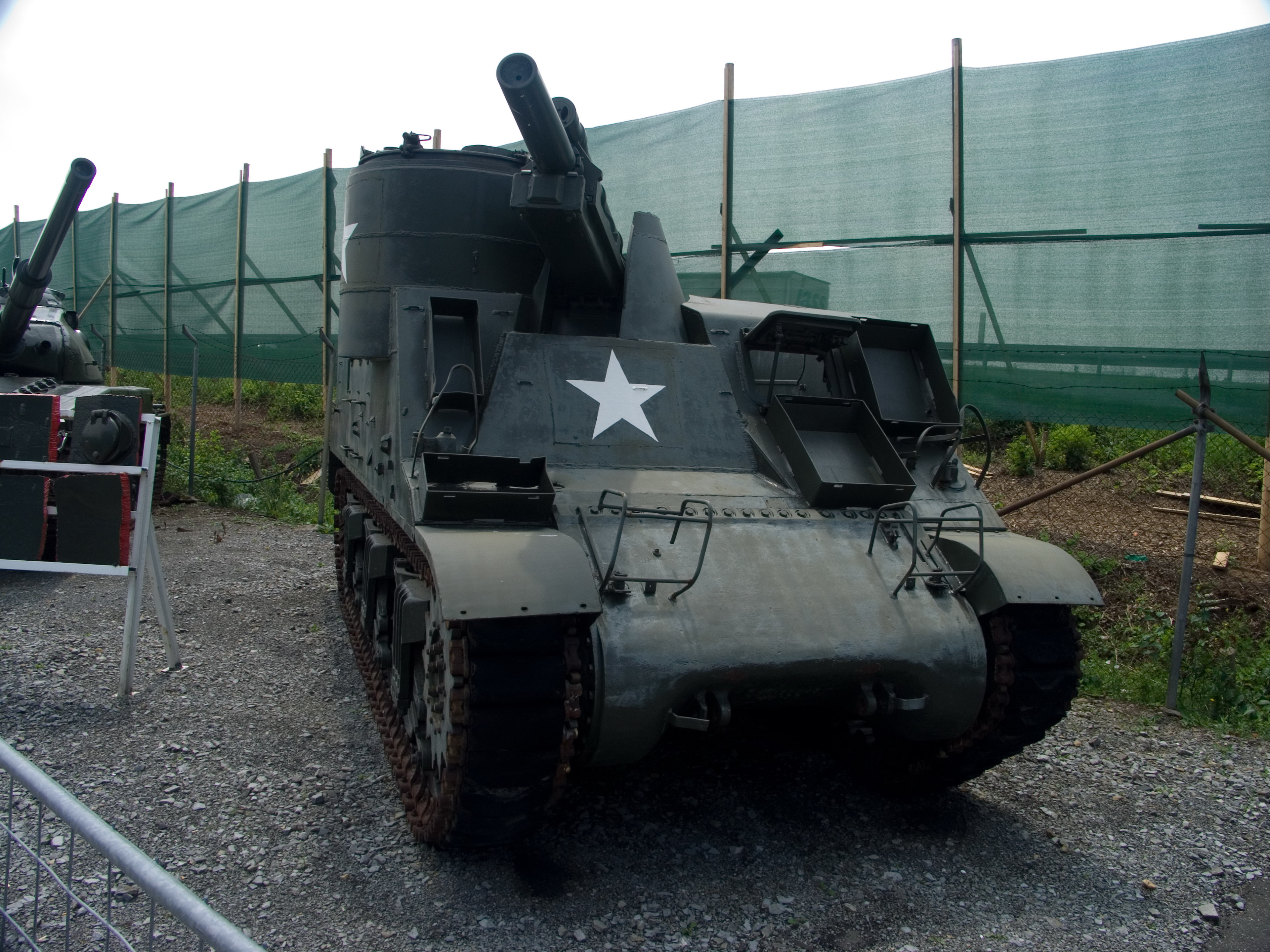
M7B2
M7B1の榴弾砲の装備位置を1段高くし、最大仰角を65度まで引き上げたタイプ。併せて機関銃座も嵩上げされている。127両生産。

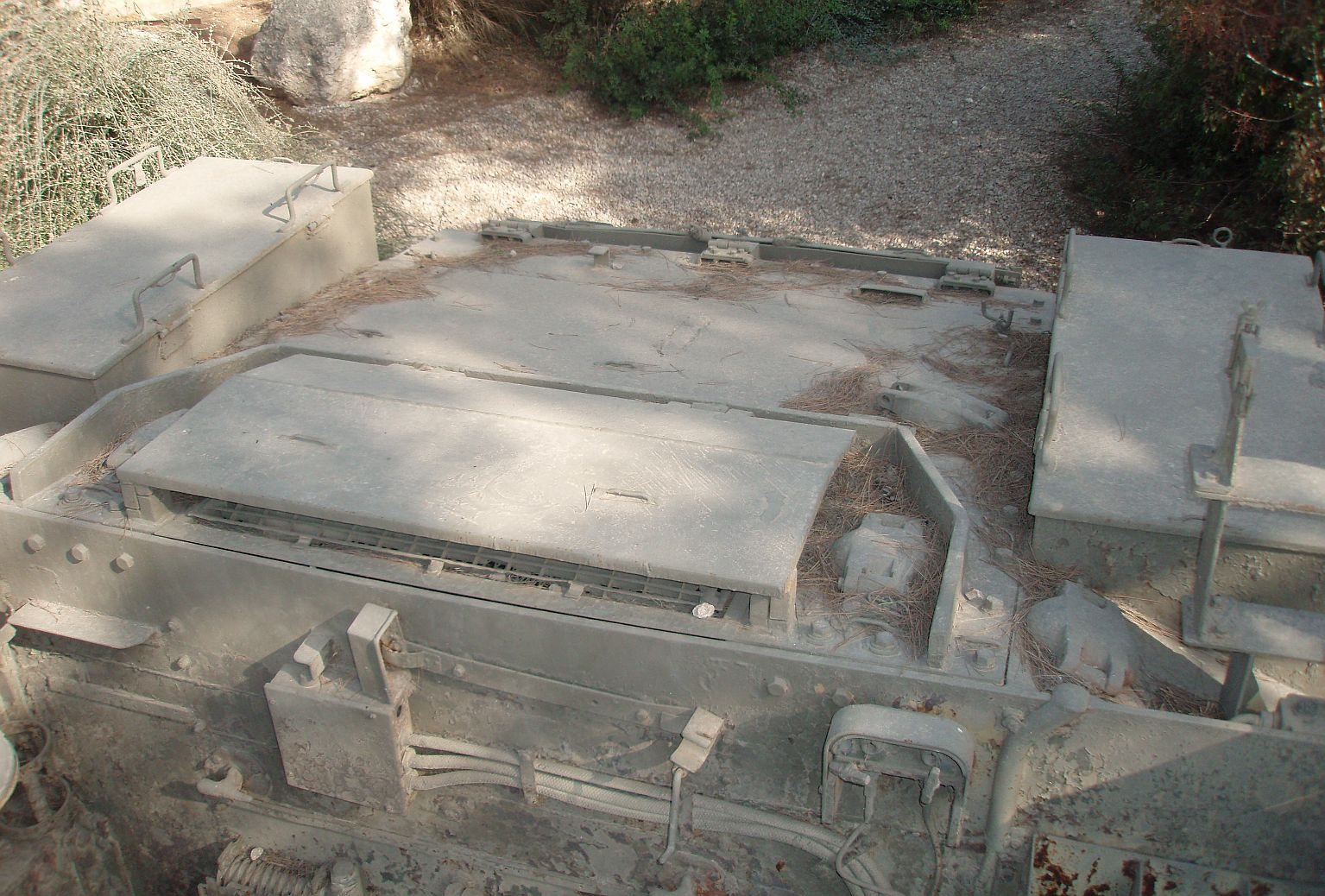
イスラエル仕様M7のエンジンデッキ

M7（イスラエル軍仕様）
イスラエル軍で使用されたM7は、M4中戦車系のサスペンションを装着しているためM7B1と分類される事もあるが、車体リアパネル周辺の形状はM3中戦車の車体を使用したM7と同じものになっている。
エンジンは、M4A3のフォード製ガソリンエンジンではなく、M3/M4/M4A1系のコンチネンタル製ガソリンエンジンが使用され、エンジンデッキ形状はM4/M4A1と同じ物になっている。これは、イスラエルで運用されている他のM4中戦車系の車両（スーパーシャーマンなど）との使用エンジンの共通化・統一を目的としたものと見られる。
この他、車体前部にトラベル・ロックを増設するなど、細部にも改造が施されている。

## 派生型

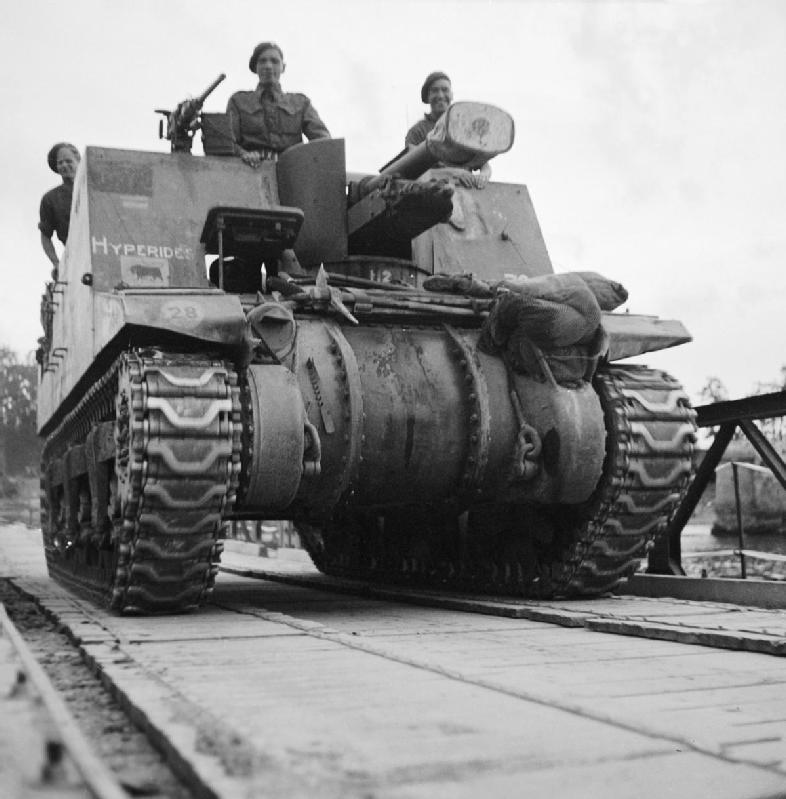
セクストン自走砲

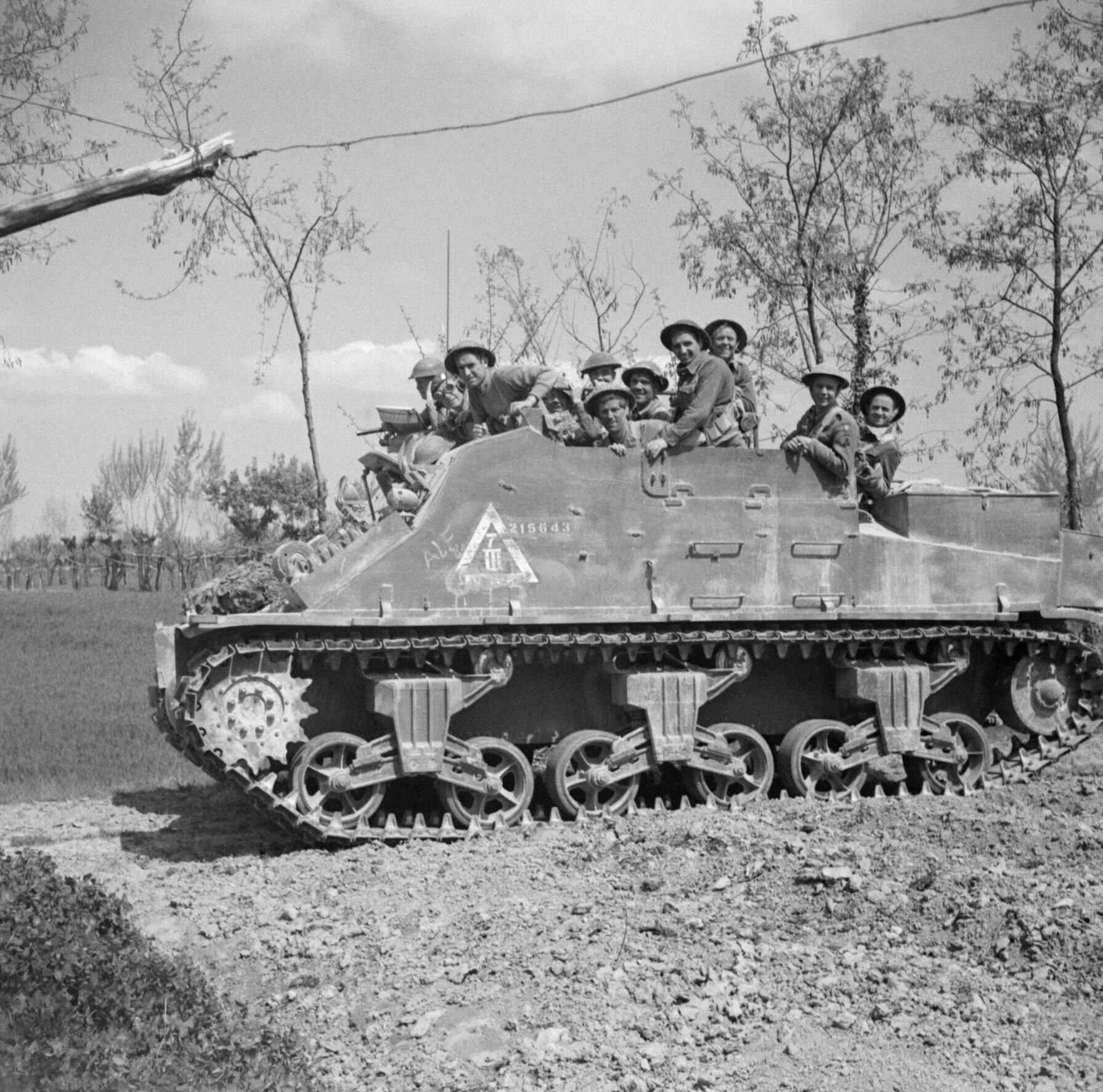
カンガルー装甲兵員輸送車

セクストン 25ポンド自走砲
105mm榴弾砲が正式装備ではないイギリス軍が、弾薬の補給をアメリカ軍に頼っているという状況を解決するため、ラム巡航戦車およびグリズリー巡航戦車の車体にQF 25ポンド砲を搭載した自走榴弾砲。カナダのモントリオール・ロコモティブで製造された。セクストンに更新された部隊は主にヨーロッパ反攻で運用され、プリーストを継続使用する部隊はイタリア戦線に多かった。
カンガルー 装甲兵員輸送車
セクストンの配備によって余剰となったM7の砲部分を取り外し、装甲兵員輸送車としたもの。

## 登場作品

### 映画
『コマンドー』
アリアス元大統領が、クーデターに備えて隠匿していた兵器の1つとして登場する。

### テレビドラマ
『ラット・パトロール』
ドイツアフリカ軍団のディードリッヒ大尉指揮下の全装軌車両。ドイツ軍突撃砲役として登場するためオープントップではなく、上面装甲付きに改造されている。リングマウントのM2重機関銃は健在。塗装はダークイエロー。
オープニングを始め、番組では常に2両組で登場する。行進間射撃のためか砲撃や機銃掃射はことごとく命中せず、しばしば機銃と手榴弾のみのラットパトロールジープに返り討ちにされる。

### 小説
『大日本帝国欧州電撃作戦』
連合国軍の一員として参戦した日本軍に配備されたM7が、水平射撃でドイツ軍駆逐戦車を仕留める。

### 漫画
『こちら葛飾区亀有公園前派出所』
102巻2話「ゴーゴーツイスターの巻」のラストに登場。大原部長が「BUCHO」とマーキングされたM7自走砲で派出所を破壊する。

### ゲーム
『World of Tanks』
アメリカ自走砲M7 Priestとして開発可能。関連型としてイギリス自走砲Sexton IおよびSexton IIが登場。セクストン自走砲参照。
『バトルフィールド1942』
アメリカ軍・アメリカ海兵隊・イギリス軍の自走砲として登場する。
『トータル・タンク・シミュレーター』
米国の自走砲PRIESTとして使用可能、またカンガルー・セクストンも使用可能。